# سترينج بريغيد
سترينج بريغيد (بالإنجليزية: Strange Brigade)‏، هي لعبة فيديو بريطانية من نوع تصويب منظور الشخص الثالث من تطوير ونشر ريبيلين ديفلوبمنتز، صدرت اللعبة بتاريخ 28 أغسطس 2018، وتعمل على منصات إكس بوكس ون، مايكروسوفت ويندوز وبلاي ستيشن 4.

## روابط خارجية
- سترينج بريغيد على موقع IMDb (الإنجليزية)

## الموقع الخارجي
- الموقع الرسمي